# Håkan Andersson
Håkan Andersson   (Uddevalla, 29 de juny de 1945) és un expilot suec de motocròs, activitat en què va destacar durant les dècades del 1960 i 1970 aconseguint el campionat del món de 1973 i tres subcampionats (1971, 1972 i 1975) en la categoria de 250cc.	

## Carrera esportiva
Va començar a córrer motocròs amb setze anys, amb una Husqvarna 175. El 1963 va tenir un accident que el tingué apartat de les curses fins al 1966, any en què va quedar tercer al campionat de Suècia de motocròs. El 1968 va guanyar la seva primera cursa internacional i va començar el campionat del món amb molta empenta, ocupant la segona plaça a la general fins al cinquè Gran Premi, el de Dinamarca, on patí una forta lesió que el va obligar a deixar la temporada. El 1969 va tornar a començar el mundial amb mala sort, ja que es va tornar a lesionar i va haver d'estar tota la temporada en repòs.
El 1970 va córrer la temporada amb Husqvarna sense gaire èxit a causa de les lesions anteriors, però ja el 1971 va guanyar el campionat suec i va quedar subcampió del món darrere Joël Robert. El 1971 va signar amb Yamaha per a la temporada següent, amb la missió de col·laborar en el desenvolupament del nou model de la marca equipat amb un innovador sistema de suspensió posterior, amb un sol amortidor, anomenar Monoshock. Amb aquesta moto va guanyar el campionat suec el 1972 i va tornar a quedar subcampió del món darrere Joël Robert.

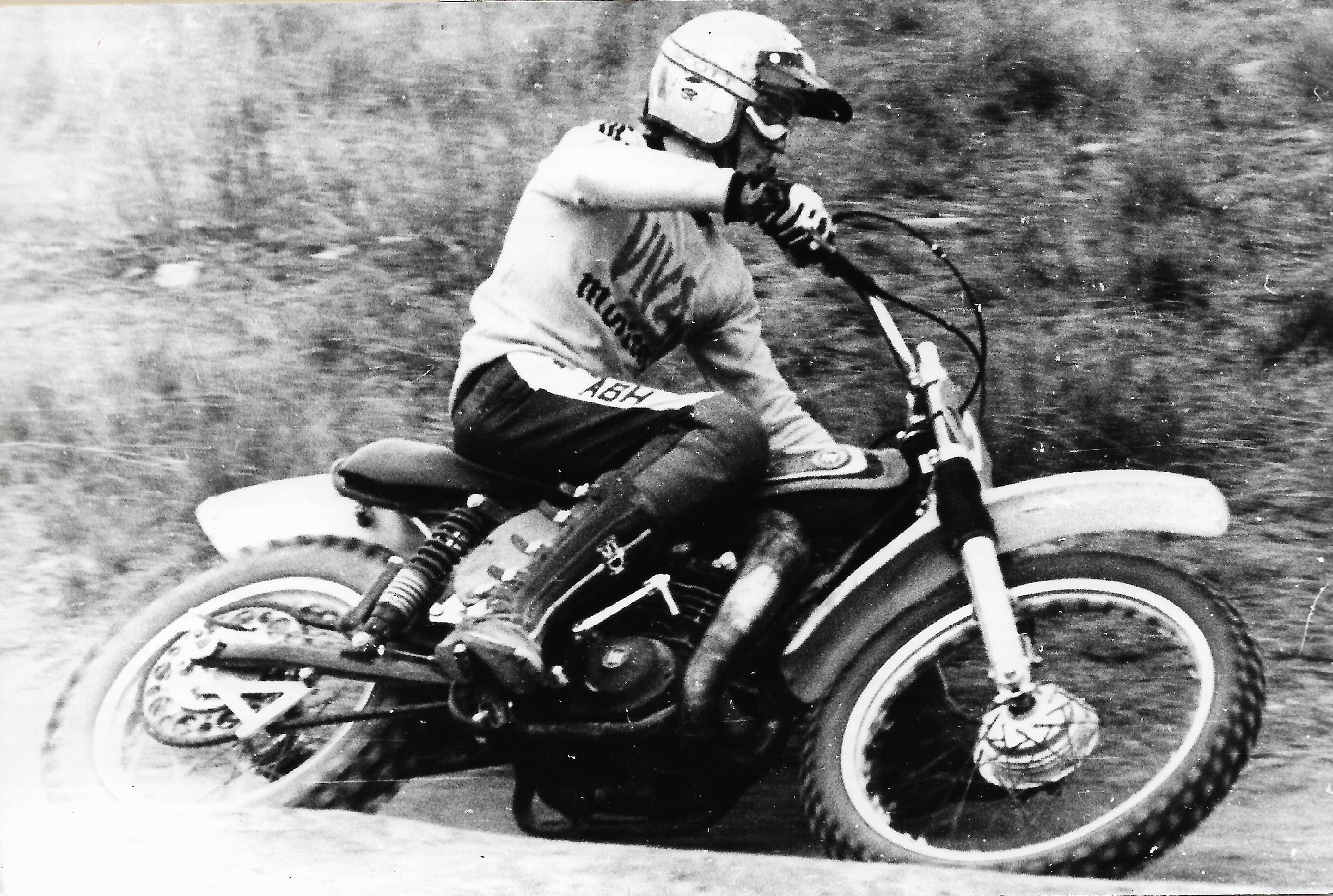
Amb la Cappra VA 250 al circuit del Vallès el gener de 1976

El 1973, el sistema Monoshock va demostrar les seves qualitats i Andersson va guanyar 11 de les 22 mànegues de què constava el campionat del món de motocròs de 250 cc, aconseguint-ne el títol. Després d'una temporada fluixa el 1974 (formant part, però, de l'equip suec guanyador del Motocross des Nations d'aquell any), el 1975 va tornar a quedar subcampió del món darrere Harry Everts.
A finals de 1975, el representant de Montesa a Suècia avisà l'empresa que Andersson estava cercant nova marca. Montesa, inicialment, descartà la idea de fitxar-lo adduint que no tenien prou pressupost, però l'endemà mateix, Andersson es presentà a la fàbrica d'Esplugues de Llobregat i els digué als directius que podrien arribar a un acord. Un cop el suec hagué provat les motos, el tema econòmic fou arranjat a satisfacció d'ambdues parts i pilot i empresa signaren un contracte per a dues temporades. El 27 de gener de 1976, Andersson fou presentat oficialment a la premsa catalana al circuit del Vallès, on el suec provà davant els periodistes la seva nova Montesa Cappra. Amb Montesa, Andersson va córrer el campionat del món de 250 cc el 1976 i el de 500 cc el 1977, la seva millor temporada amb la marca catalana: aquell any, amb la Cappra VB 360 fou cinquè al mundial i va guanyar proves tan prestigioses com el Motocross der Azen i el Motocross des Nations (on aconseguí la victòria individual).
Els anys 1978 i 1979 va tornar a córrer amb Husqvarna, ara en la categoria de 500 cc, fins que al final de la temporada va quedar lliure i va esdevenir corredor semi-privat d'Honda, amb el suport de l'importador de Suècia.

## Palmarès
| Any          | Motocicleta  | Campionat del Món | Campionat del Món | MXDN | Campionat de Suècia | Campionat de Suècia | Títols |
| Any          | Motocicleta  | 500cc             | 250cc             | MXDN | 500cc               | 250cc               | Títols |
| ------------ | ------------ | ----------------- | ----------------- | ---- | ------------------- | ------------------- | ------ |
| 1966         | Husqvarna    | -                 | -                 |      |                     | 3r                  | -      |
| 1967         | Husqvarna    | -                 | 6è                |      |                     |                     | -      |
| 1968         | Husqvarna    | -                 | 6è                |      |                     |                     | -      |
| 1969         | Husqvarna    | -                 | -                 |      |                     |                     | -      |
| 1970         | Husqvarna    | -                 | 13è               |      |                     |                     | -      |
| 1971         | Husqvarna    | -                 | 2n                |      |                     | 1r                  | 1      |
| 1972         | Yamaha       | -                 | 2n                |      |                     | 1r                  | 1      |
| 1973         | Yamaha       | -                 | 1r                |      |                     |                     | 1      |
| 1974         | Yamaha       | -                 | 6è                | 1r   |                     | 1r                  | 2      |
| 1975         | Yamaha       | -                 | 2n                |      |                     |                     | -      |
| 1976         | Montesa      | -                 | 11è               |      |                     |                     | -      |
| 1977         | Montesa      | 5è                | -                 | 1r   | 1r                  |                     | 1      |
| 1978         | Husqvarna    | 12è               | -                 |      | 1r                  |                     | 1      |
| 1979         | Husqvarna    | 15è               | -                 |      | 1r                  |                     | 1      |
| Total títols | Total títols | 0                 | 1                 | 1    | 3                   | 3                   | 8      |

Notes
1. ↑  La classificació consignada a MXDN fa referència a la posició final obtinguda per l'equip estatal
2. ↑  Al total de títols s'hi compten tots els campionats nacionals i internacionals guanyats, MXDN inclòs
3. ↑  Victòria individual, no d'equip